# Svenska mästerskapen i längdskidåkning 1990
Svenska mästerskapen i längdskidåkning 1990 arrangerades i Östersund. Tävlingarna flyttades dit från Haninge. 

## Medaljörer, resultat

### Herrar
| Gren                  | Guld                                                          | Guld                                                          | Silver           | Silver         | Brons         | Brons         |
| 15 km (K)             | Jan Ottosson                                                  | Åsarna IK                                                     | Christer Majbäck | Jukkasjärvi IF | Larry Poromaa | Strömnäs GIF  |
| 30 km (K)             | Christer Majbäck                                              | Jukkasjärvi IF                                                | Lars Håland      | Dala-Järna IK  | Gunde Svan    | Dala-Järna IK |
| 50 km (F)             | Christer Majbäck                                              | Jukkasjärvi IF                                                | Lars Håland      | Dala-Järna IK  | Gunde Svan    | Dala-Järna IK |
| Stafett 3 x 10 km (F) | Dala-Järna IK (Sven-Erik Danielsson, Lars Håland, Gunde Svan) | Dala-Järna IK (Sven-Erik Danielsson, Lars Håland, Gunde Svan) |                  |                |               |               |
| Lagtävling 15 km      | Strömnäs GIF                                                  | Strömnäs GIF                                                  |                  |                |               |               |
| Lagtävling 30 km      | Dala-Järna IK                                                 | Dala-Järna IK                                                 |                  |                |               |               |
| Lagtävling 50 km      | Dala-Järna IK                                                 | Dala-Järna IK                                                 |                  |                |               |               |

### Damer
| Gren                 | Guld                                                               | Guld                                                               | Silver           | Silver       | Brons            | Brons         |
| 5 km (K)             | Marie-Helene Westin                                                | Sollefteå SK                                                       | Magdalena Wallin | Stockviks IF | Lis Frost        | Sollefteå SK  |
| 10 km (K)            | Marie-Helene Westin                                                | Sollefteå SK                                                       | Magdalena Wallin | Stockviks IF | Annika Dahlman   | Dala-Järna IK |
| 30 km (F)            | Marie-Helene Westin                                                | Sollefteå SK                                                       | Magdalena Wallin | Stockviks IF | Karin Svingstedt | Stockviks IF  |
| Stafett 3 x 5 km (F) | Sollefteå SK (Marie-Helene Westin, Eva-Karin Andersson, Lis Frost) | Sollefteå SK (Marie-Helene Westin, Eva-Karin Andersson, Lis Frost) |                  |              |                  |               |
| Lagtävling 5 km      | Sollefteå SK                                                       | Sollefteå SK                                                       |                  |              |                  |               |
| Lagtävling 10 km     | Stockviks IF                                                       | Stockviks IF                                                       |                  |              |                  |               |
| Lagtävling 30 km     | Stockviks IF                                                       | Stockviks IF                                                       |                  |              |                  |               |

### Webbkällor
- Svenska Skidförbundet
- Sweski.com